# Nova Era (kommun)
Nova Era är en kommun i Brasilien.   Den ligger i delstaten Minas Gerais, i den sydöstra delen av landet, 700 km sydost om huvudstaden Brasília. Antalet invånare är 17 540.
Följande samhällen finns i Nova Era:
- Nova Era

Omgivningarna runt Nova Era är huvudsakligen savann. Runt Nova Era är det ganska glesbefolkat, med 48 invånare per kvadratkilometer.